# Gołowczino
Gołowczino (ros. Головчино) – wieś (sieło) w Rosji, w obwodzie biełgorodzkim, w rejonie grajworońskim. W 2010 liczyła 4716 mieszkańców.